# Theo Brouwer
Theo Brouwer was een Nederlands sportbestuurder en voormalig voorzitter van eredivisionist FC Utrecht.

## Carrière
Brouwer was in 1970 de allereerste voorzitter van de betaaldvoetbalclub FC Utrecht, toentertijd net opgericht uit een fusie tussen VV DOS, Velox en USV Elinkwijk. De eerste vier seizoenen onder zijn voorzitterschap presteerde de club wonderwel goed, met respectievelijk een 9e, 6e, 8e en 9e plaats. De laatste twee jaar, toen Jan Rab de trainersfunctie had overgenomen van Bert Jacobs, ging het met een 15e en 14e plaats wat minder. In 1976 werd Brouwer als voorzitter opgevolgd door Cees Werkhoven.